# Micurus
Micurus es un género de escarabajos longicornios de la tribu Acanthocinini.

## Especies
- Micurus affinis Breuning, 1975
- Micurus asperipennis Fairmaire, 1896
- Micurus obliquatus Fairmaire, 1903